# Modularna biblioteka za raspoznavanje audija
Modularna biblioteka za raspoznavanje audija (engl. Modular Audio Recognition Framework, MARF) je slobodno dostupan, fleksibilan i modularni sklop softverskih alata za raspoznavanje zvuka. Cilj MARF-a je da olakša razvoj i testiranje različitih algoritama za raspoznavanje zvuka, uključujući prepoznavanje govora, muzike i šuma.
MARF se sastoji od modularne arhitekture, što omogućava lako dodavanje ili uklanjanje komponenti. To uključuje:
- Modul za učitavanje i pripremanje zvuka
- Modul za obradu zvuka
- Modul za razpoznavanje zvuka
- Modul za iscrtavanje rezultata

MARF takođe podržava više različitih tehnika za obradu zvuka, uključujući Furijerovu analizu, mel-frekvencijsku karateristiku i Vaveletovu analizu.
MARF se koristi u različitim oblastima, uključujući multimedijalne aplikacije, zdravstvene i bezbedonosne sisteme, i mnogim drugim. MARF je napisan u Java programskom jeziku, što omogućava jednostavno razmenjivanje i integraciju sa drugim softverskim sistemima.
Poslednja verzija je bila objavljena 8. januara 2007.